# Fuldai kolostor
A Fuldai kolostor egy benedekrendi kolostor volt Németországban, melyet szent Bonifác és tanítványa szent Sturm, alapított 744-ben, Zachariás pápa pedig minden püspöki joghatóság alól kivonta.

## Története
A kolostor első főnöke szt. Sturm volt, és már alatta a kolostor annyira felvirágzott, hogy Pipin és Nagy Károly számos birtokadományozással gazdagították.
A rendtagok a földműveléssel, művészetekkel és tudományokkal foglalkoztak; iskoláikból az akkori világ leghíresebb egyházi és világi férfiai kerültek ki. XIII. János pápa I. Ottó kérésére a fuldai apátot Németország és Gallia prímása címmel ruházta fel, IV. Károly pedig a császárné kancellári méltóságát adományozta nekik.
A 10. század elején azonban a szerzetesi fegyelem sokban meglazult, birtokviszonyaikban pedig olyan hanyatlás állt be, hogy földterületeik egy részét vagy elvették tőlük, vagy maguk zálogosították el.
1752. I. Ferenc császár kieszközölte XIV. Benedek pápától a fuldai apátság püspökségre való emeltetését. A püspökválasztási jogot a káptalan gyakorolta kizárólag, a pápa utólagos megerősítése mellett. Ezek birodalmi hercegi rangot viseltek s világi joghatósággal is bírtak egész 1820-ig, mikor erről le kellett mondaniok. 
A freiburgi érsekségnek 1811-ben VII. Piusz pápa által történt alapításakor a fuldai püspökséget is alárendelték és joghatósága a weimari nagyhercegségre és az úgynevezett  Churstaatra terjedt ki.

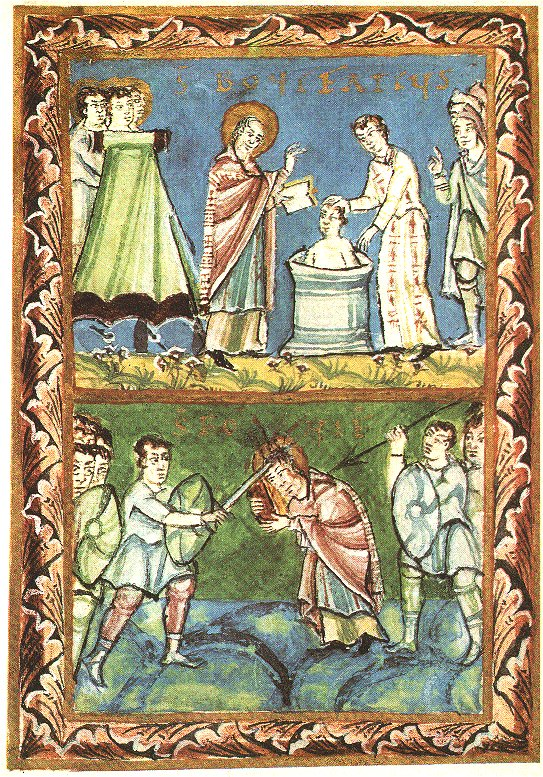
Szt. Bonifác életének ábrázolása egy régi kódexből
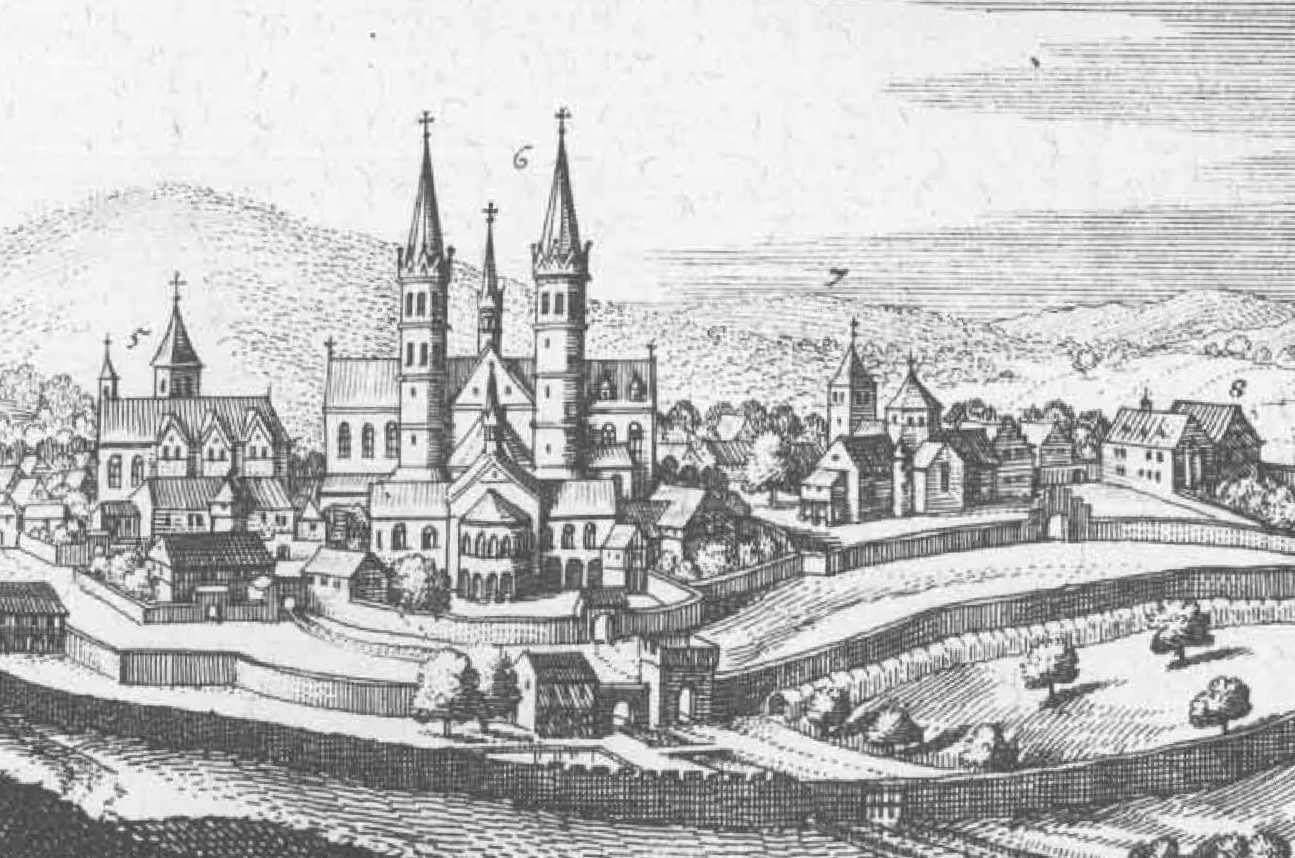
Fulda egy 1655-ös képen
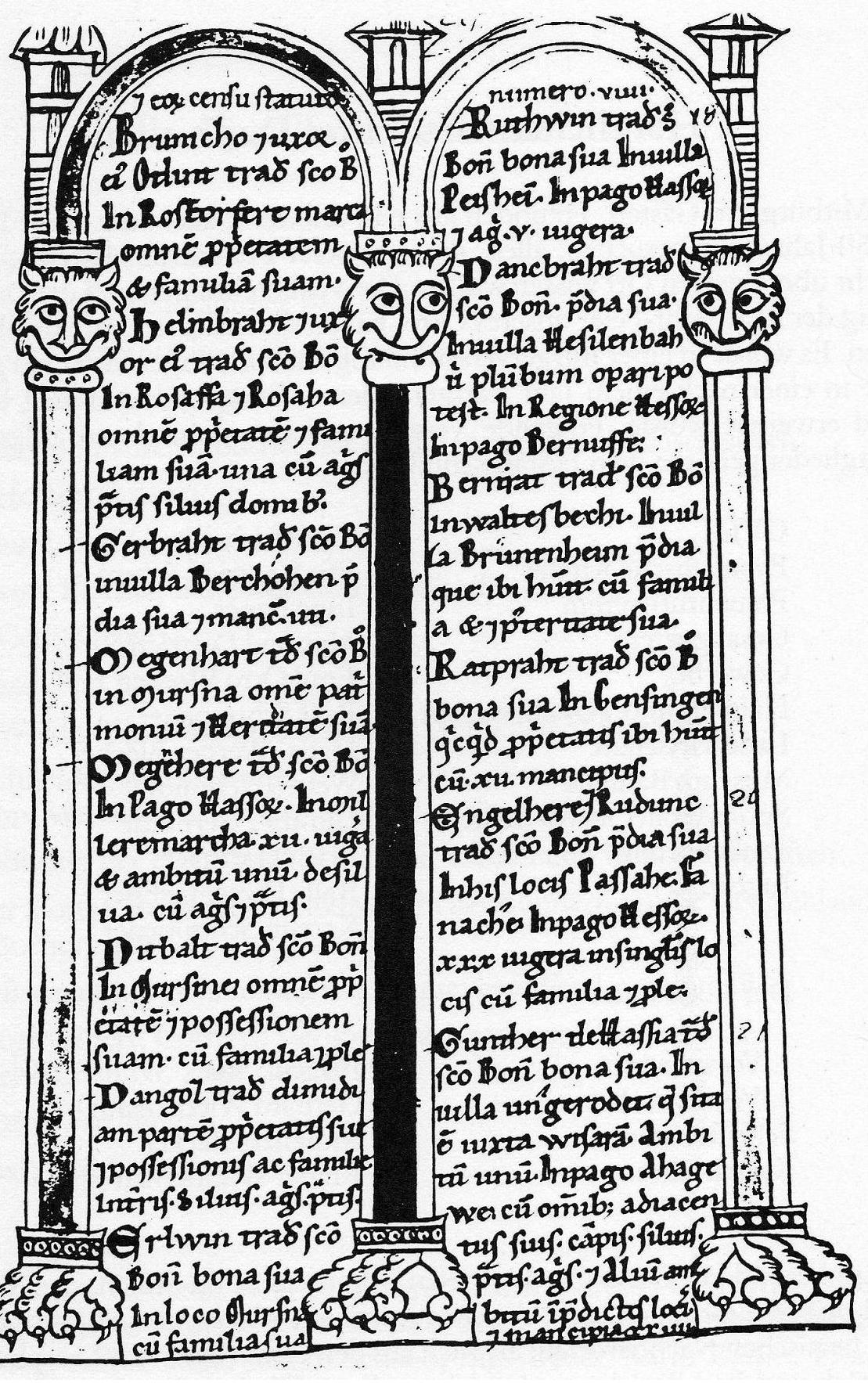
A Fuldai kolostor adományozásáról szóló okirat 802-ből (RATGAR apát uralkodása)